# Cónclave de 1963
El cónclave de 1963 fue convocado luego de la muerte del papa Juan XXIII, ocurrida el 3 de junio del mismo año en el Palacio Apostólico de la Ciudad del Vaticano. El cónclave para elegir al nuevo pontífice comenzó el 19 de junio y terminó dos días más tarde, el 21 de junio, después de seis votaciones. Los cardenales eligieron como nuevo papa al arzobispo de Milán Giovanni Montini, quien tomó el nombre de Pablo VI.

## El problema del Concilio
La muerte de Juan XXIII dejó al Concilio Vaticano II en una balanza, si se elegía a un papa anti-conciliar podrían verse severamente refrenados el papel y la influencia del concilio en la Iglesia. La guerra tácita que había entre conservadores y liberales se reflejó en la batalla que hubo durante el cónclave, entre los partidarios y los opositores del concilio. El principal candidato pro-conciliar era Giovanni Montini, mientras que su principal oponente era Giuseppe Siri, que en 1958 había sido considerado como el candidato apropiado para continuar la obra de Pío XII. Al parecer, el difunto Juan XXIII había dejado entrever que pensaba en Montini como un buen sucesor de su obra.
El cónclave se llevó a cabo del 19 de junio al 21 de junio en la Capilla Sixtina del Palacio Apostólico de la Ciudad del Vaticano.

## La elección

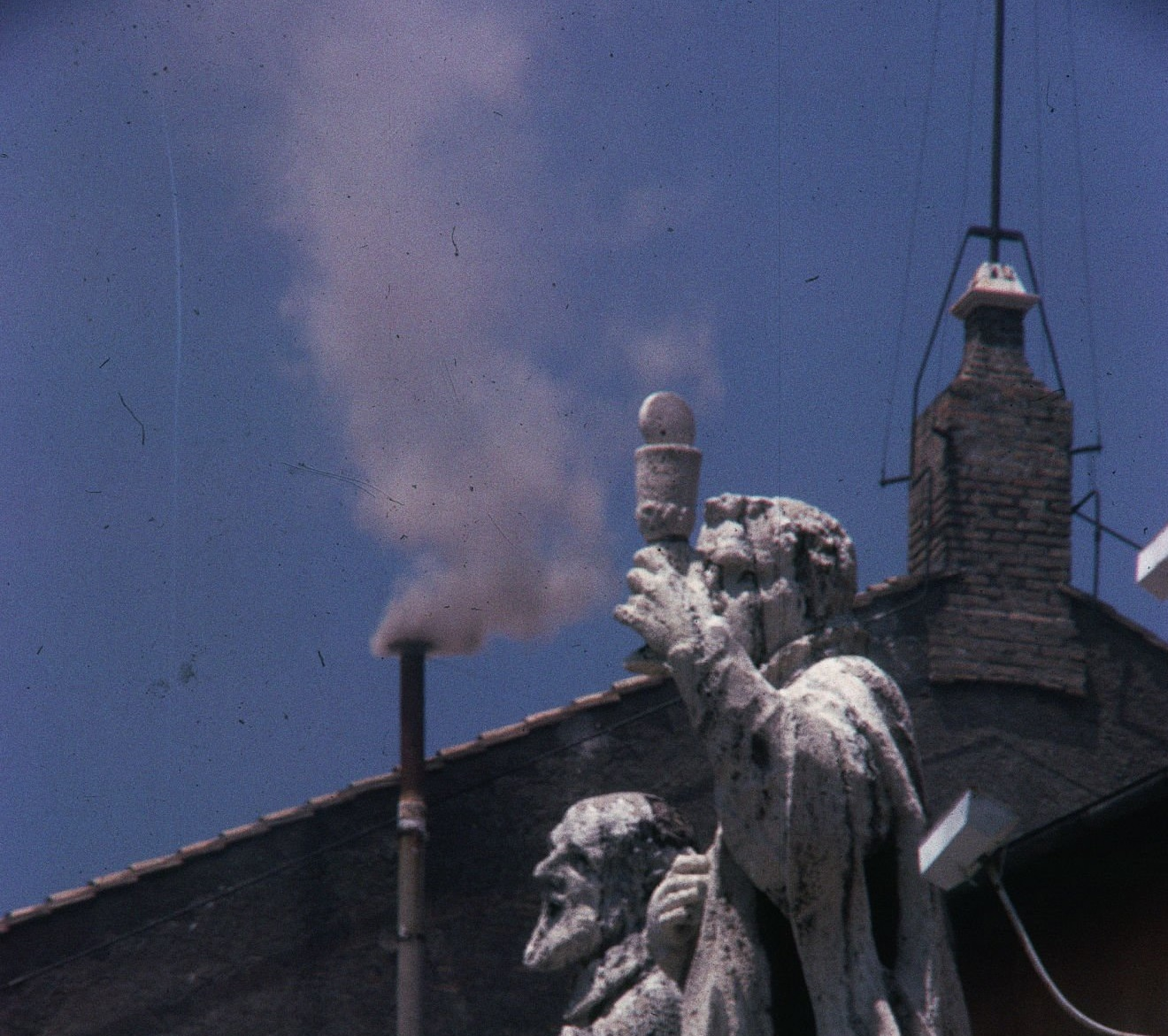
Fumata blanca anunciando la elección de Montini como nuevo pontífice

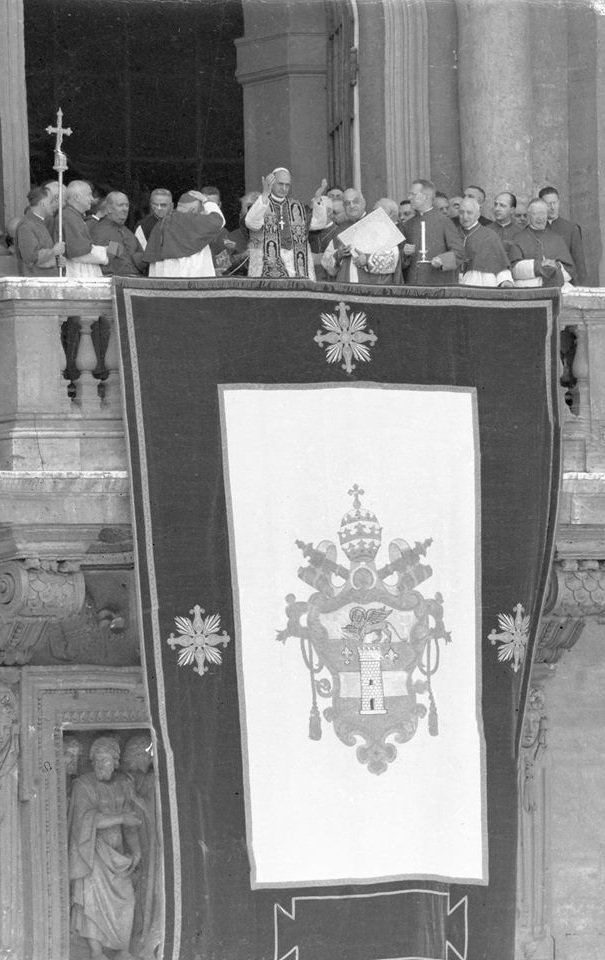
Primera aparición de Pablo VI desde el balcón de la basílica de San Pedro

Los electores del cónclave de fueron la mayor cantidad de cardenales reunidos hasta la fecha. Se había convocado a un total de 82 cardenales, de los cuales dos no asistieron –estos eran József Mindszenty, que no pudo viajar a Roma debido a su arresto domiciliario, y Carlos María de la Torre, quien no participó debido a su avanzada edad y problemas de salud crónicos–. De los ochenta cardenales que participaron, ocho habían sido proclamados por el papa Pío XI, veintisiete por Pío XII, y el resto por Juan XXIII.
Se rumorea que la facción liberal, para recordar a los electores que el papa no tiene que ser necesariamente italiano, habrían votado inicialmente por Léon Joseph Suenens, arzobispo de Malinas-Bruselas y por Franz König, arzobispo de Viena.
El candidato favorito, Giovanni Battista Montini, fue elegido después de solo seis escrutinios. Cuando el cardenal Eugène Tisserant le preguntó formalmente si aceptaba la elección, Montini respondió: «Sí, en nombre del Señor. Aquí estoy, crucificado con Cristo». En un quiebro con los recientes nombres pontificios, Montini eligió llamarse Pablo.
A las 11:22 hora local, el humo blanco salió de la chimenea de la Capilla Sixtina, lo que significaba que se había elegido un nuevo papa. Alfredo Ottaviani, en su calidad de cardenal protodiácono, anunció la elección de Montini en latín, antes de que Ottaviani hubiera terminado siquiera de decir el nombre de Montini, la multitud bajo el balcón de la basílica de San Pedro estalló en aplausos.